# アレクサンダー・バウマン
アレクサンダー・バウマン（Alexander Baumann 、1875年5月15日 – 1928年3月23日）は、ドイツの航空エンジニアである。シュトゥットガルト工科大学の最初の航空工学、自動車工学の最初の教授を務めた。1924年に日本の三菱重工に招かれ、何機かの航空機を設計した。

## 生涯
ハイルブロンに生まれた。シュトゥットガルト工科大学で機械工学を学んだ。Sächsische MachinenfabrikやDresdner Machinenfabrik und Schiffswerftなどの機械製造会社で働いた。1902年に ツヴィッカウに移り、機械工学を教えた。1907年にライト兄弟の動力飛行を伝える新聞記事を読み、航空の研究に興味を持った。飛行機自体よりも表面の空気抵抗やプロペラの効率計算といったことに技術的興味を持った。1907年に、バイクのエンジン2台を動力とする航空機の構想を発表した。1908年にベルリンの帝国技術研究所（Physikalisch-Technische Reichsanstalt）に招かれた。1911年にシュトゥットガルト工科大学の航空工学、自動車工学の教授となった。Ernst Emil Freytagの助けを得て、1912年から「バウマン複葉機」を設計、製作した、この機体は墜落し、パイロットが死亡するという結果に終わった。その後、実機の設計は行わず、機体の構造の研究に専念した。
第一次世界大戦中は、ドルニエやユンカース、ロールバッハらの技術者とVersuchsbau Gotha-Ost (VGO)で巨人機（Riesenflugzeug）の開発に携わった。1915年からVGO Iが飛行し、この一連の巨人機にはVGOがベルリンのシュターケンに移った後、製作され、ロンドン空襲に用いられたツェッペリン・シュターケン R.VIが含まれている。
戦争が終わると、ドイツでの航空機の製造は禁止され、バウマンはシュトゥットガルト工科大学の教授に戻った。1925年、日本の三菱重工に招かれ、設計コンサルタントとして、仲田信四郎技師、徳永技師とともに働いた。この時期に関わった機体には鳶型試作偵察機（2MR1）、鷲型試作軽爆撃機（2MB2）、隼型試作戦闘機（1MF2）、試作特種艦上偵察機（2MR5）がある。1927年の半ば頃、妻の病気のためにドイツに戻り、翌年、妻の死の2ヶ月後に死亡した。
ハイルブロンのネッカーガルタハ区には彼を偲んで1996年より“アレクサンダー・バウマン通り”（Alexander-Baumann-Straße ）と名づけられた通りがある。